# Dia Mundial de les Abelles
El Dia Mundial de les Abelles se celebra el 20 de maig. Aquest dia de l'any 1734 va néixer Anton Janša, el pioner de l'apicultura. L'objectiu del dia internacional és reconèixer el paper de les abelles i altres pol·linitzadors per a l'ecosistema. El desembre de 2017, ells estats membres de l'ONU aprovaren la proposta d'Eslovènia de proclamar el 20 de maig com a Dia Mundial de les Abelles.